# Piojó

Localização do município de Piojó no departamento de Atlántico.

Piojó é um município da Colômbia, no departamento de Atlántico.